# آرتساکنا
آرتساکنا (به ایتالیایی: Arzachena) یک کومونه در ایتالیا است که در استان البیا تمپیو واقع شده‌است.

## خصوصیات
آرتساکنا ۲۲۸٫۶۱ کیلومترمربع مساحت و ۱۲٬۰۸۰ نفر جمعیت دارد و ۸۵ متر بالاتر از سطح دریا واقع شده‌است.

## خواهرخوانده
شهرهای Ibiza Town، Porto-Vecchio و شرم‌الشیخ خواهرخوانده‌های آرتساکنا هستند.